# زبان برنامه‌نویسی بلو
زبان برنامه‌نویسی بلو
بلو سیستمی برای آموزش برنامه نویسی شی گرا می‌باشد، در دانشگاه سیدنی استرالیا پیشرفت کرد. آن محیط پیشرفته مجتمع و زبان برنامه نویسی است. بلو از سال ۱۹۹۷ برای برنامه‌نویسی استفاده شده‌است. پیشرفت آن در ۱۹۹۹ در حال متوقف شدن بود زمانی‌که یکی از سرمایه‌گذارهای آن مایکل کولینگ شروع کرد به استفاده کردن طراحی IDE برای زبان برنامه‌نویسی جاوا، که نتیجه اش درBlue j  بود.
گرامر زبان بلو از زبان برنامه‌نویسی ایفل گرفته شده بود و یکی از مفیدترین پیشرفت‌ها برای دستورالعمل، محیط پیشرفته مجتمع بود که با تمرین برنامه نویسی شی گرا طراحی شده بود.IDE زبان بلو به‌طور بصری مرجع و رابطه توارث بین کلاس‌ها را نشان می‌دهد. در زمان اجرا به توسعه دهنده اجازه می‌دهد که به‌طور بصری و فعل و انفعالی نمونه‌هایی از هر کلاس را ایجاد کند، هر نمونه را بررسی کند و تابع‌ها را برای کلاس‌ها احظار کند.
تعداد زیادی از ویژگی‌های این زبان از ایفل به ارث برده شده‌است که آن را برای آموزش مناسب کرده‌است، از قبیل طراحی با قرارداد (پیش شرط، شرط لازم بعد از اجرا، کلاس تغییر ناپذیر) و آزادسازی حافظه به‌طور اتوماتیک.
گروهی که بلو را توسعه داد، روی یک محیط پیشرفته مجتمع خیلی شبیه به نام Blue jکارش را ادامه داد که از زبان برنامه‌نویسی جاوا استفاده می‌کند و هدف‌های مشابه دارد.